# 王子成 (弘治進士)
王子成（1460年—？），字公大，湖廣武昌府咸寧縣人，軍籍，明朝政治人物。

## 生平
湖廣鄉試第十九名舉人。弘治六年（1493年）中式癸丑科會試第二百二名，三甲第八十九名進士。曾官廣東瓊州府知府。

## 家族
曾祖王本，無為州吏目；祖父王禎；父王紹，義官。母戴氏。具庆下。